# Lotta Sjöberg
Eva-Lotta Maria Sjöberg, född 7 februari 1974 i Järfälla, är en svensk illustratör, serieskapare och textilkonstnär.
Sjöberg utbildade sig på Konstfack i Stockholm  1997-2000.
Exempel på hennes verk är Bebisbekännelser, Guide för nybörjarföräldrar (DN Förlag 2005), Family living, Den ostädade sanningen (2011), Det kan alltid bli värre (Galago 2014) och Orka torka, motståndsinspiration från Facebookgruppen Family living the true story (Galago 2014). Hon finns också representerad i antologier, till exempel Kvinnor skriver bara serier om mens (Kartago förlag 2014).  
Hennes teckningar har regelbundet publicerats i svensk fackföreningspress, Svenska Dagbladet, hos organisationer och månadstidningar.
Lotta Sjöberg verkar med sin textilkonst inom genren comics craftivism, som är en blandning mellan serieteckning och politiskt hantverk. Verk inom denna genre har hon bland annat visat i utställningen Den svarta humorn som följeslagare på Arbetets museum i Norrköping.